# Proviantpassagen
Proviantpassagen er en lille vej, der forbinder Christians Brygge med Rigsdagsgården på Slotsholmen i Københavns Indre By. Passagen strækker sig over cirka 220 meter, hvoraf størstedelen af forløbet er langs Det Kongelige Biblioteks Have.
Vejen har sit navn efter Proviantgården, der blev opført af Christian 4. i 1604.
Dansk Jødisk Museum er en af de få bygninger, der har adresse på passagen. Tidligere holdt Rigsarkivet til i bygninger ud til passagen, men arkivet er siden flyttet ud.